# Jacques Feyder
Jacques Feyder (21 de julio de 1885 - 24 de mayo de 1948) fue un director de cine y guionista belga, uno de los fundadores del realismo poético en el cine francés.

## Biografía
Nació como Jacques Frederix en Ixelles, Bélgica. A los veinticinco años se mudó a París donde comenzó a interesarse en la actuación, primero en el teatro y luego en el cine. Utilizando el nombre artístico Jacques Feyder, fue contratado por Gaumont pero su carrera fue interrumpida por su participación en la Primera Guerra Mundial con el ejército belga. Tras el fin de la guerra, se dedicó a filmar y adquirió una gran fama como director. L'Atlantide (basada en la novela de Pierre Benoit) y Crainquebille (basada en la novela de Anatole France) fueron las primeras películas exitosas del director.
Tras realizar un número de películas en Francia, en 1929 MGM le ofreció a Feyder la oportunidad de trabajar en Hollywood. Ahí, dirigió varias películas mudas y sonoras, incluyendo dos protagonizadas por Greta Garbo. En 1930, dirigió a Jetta Goudal en su única película de Hollywood hablada en francés. Regresó a Francia en 1934 y en 1935 hizo su película más famosa, La Kermesse héroïque. La película hacía una crítica a la política de esos años y ganó varios premios internacionales. Feyder además dirigió películas en Inglaterra y Alemania pero en 1940 tuvo que ir de Francia a Suiza tras la ocupación nazi durante la Segunda Guerra Mundial. 
En 1917, Feyder se casó con la actriz parisina Françoise Rosay (1891-1974) con quien tuvo tres hijos. Estuvieron juntos hasta su muerte en 1948 en Rive-de-Prangins, Suiza. Fue sepultado en el Cimètiere de Sorel Moussel, Eure y Loir, Francia.

## Filmografía
- 1915 : Des pieds et des mains
- 1916 : Un conseil d'ami
- 1916 : La Trouvaille de Buchu
- 1916 : Tiens, vous êtes à Poitiers?
- 1916 : Le Pied qui étreint
- 1916 : La Pièce de dix sous
- 1916 : Le Pardessus de demi-saison
- 1916 : Monsieur Pinson policier
- 1916 : L'Homme de compagnie
- 1916 : Le Destin est maître
- 1916 : Le Bluff
- 1916 : Biscot se trompe d'étage
- 1916 : Abrégeons les formalités
- 1916 : Têtes de femmes, femmes de tête
- 1917 : Les Vieilles femmes de l'hospice
- 1917 : Le Ravin sans fond
- 1917 : L'Instinct est maître
- 1917 : Le Frère de lait
- 1917 : Le Billard cassé
- 1918 : La Faute d'orthographe
- 1920 : L'Atlantide
- 1922 : Crainquebille
- 1923 : Das Bildnis
- 1925 : Visages d'enfants
- 1926 : Au pays du roi lépreux
- 1926 : Gribiche
- 1926 : Carmen
- 1928 : Thérèse Raquin
- 1929 : Les Nouveaux messieurs
- 1929 : The Kiss
- 1930 : Le Spectre vert
- 1930 : Si l'empereur savait ça
- 1930 : Olympia
- 1931 : Anna Christie
- 1931 : Daybreak
- 1931 : Son of India
- 1934 : Le Grand jeu
- 1935 : Pension Mimosas
- 1935 : Die Klugen Frauen
- 1935 : La Kermesse héroïque
- 1937 : Le Chevalier sans armure
- 1938 : Fahrendes Volk
- 1938 : Les Gens du voyage
- 1939 : La Piste du nord
- 1942 : Une femme disparaît

## Premios y distinciones
Festival Internacional de Cine de Venecia
| Año  | Categoría              | Película            | Resultado |
| ---- | ---------------------- | ------------------- | --------- |
| 1936 | Mejor director         | La kermesse heroica | Ganador   |
| 1938 | Recomendación especial | Payasos             | Ganador   |